# Zygothrica ptilialis
Zygothrica ptilialis är en tvåvingeart som beskrevs av Burla 1956. Zygothrica ptilialis ingår i släktet Zygothrica och familjen daggflugor. Inga underarter finns listade i Catalogue of Life.